# Luke Steele
Luke James Steele (* 13. prosince 1979) je australský hudebník, skladatel a zpěvák elektronického hudebního dua Empire of the Sun. Rovněž je také zpěvák a skladatel alternativní rockové skupiny The Sleepy Jackson.

## Mládí
Narodil se 13. prosince 1979 v Aucklandu na Novém Zélandu. Jeho rodina se následně přestěhovala do Perthu v Západní Austrálii, kde navštěvoval Yokine Primary School a Mount Lawley Senior High School. Má mladší sestru Katy, která je rovněž zpěvačka.

## Kariéra

### The Sleepy Jackson (1998–2007)
V roce 1998 založil spolu s bratrem Jessem a Matthewem O'Connorem skupinu The Sleepy Jackson.
S kapelou vydal dvě alba – Lovers (2003) a Personality – One Was a Spider, One Was a Bird (2006)
Se skupinou vystupoval a nahrával až do roku 2008, kdy se rozhodl odejít a založit s Nickem Littlemorem elektronické hudební duo Empire of the Sun.

### Empire of the Sun (2007–současnost)
Již v roce 2007 začal s Nickem Littlemorem pracovat na novém projektu Empire of the Sun. Duo zaznamenalo velký úspěch. Nejznámější jsou jejich singly – "Walking on a Dream", "We Are the People", "Alive" a "DNA".
Mezi lety 2016 až 2021 měli neoficiální pauzu a nebylo jasné, co bude následovat.
Vydali čtyři studiová alba – Walking on a Dream (2008), Ice on the Dune (2013), Two Vines (2016) a Ask That God (2024).

## Hudební vzory
Mezi své hudební vzory uvádí – The Cure, Elliott Smith, Paul McCartney, Michael Dempsey, John Lennon, Robert Smith, Brian Wilson, Carole King, James Taylor, The Four Freshmen, Kool and the Gang, Roger O'Donnell a Cole Porter.

## Osobní život
Jeho rodina byla s hudbou vždy hodně spjatá. Otec Rick je bluesový kytarista a hráč na harmoniku. Mladší sestra Katy byla zpěvačkou perthské indie rockové skupiny Little Birdy. Oba jeho bratři Jake a Jesse rovněž patřili do skupiny The Sleepy Jackson.
V roce 2006 se zasnoubil s Jodi, která se později v roce 2008 připojila ke skupině The Sleepy Jackson. V říjnu 2008 se páru narodila dcera a v roce 2014 syn.
Netají se tím, že je oddaný křesťan.

## Diskografie

### Sólová alba
- Listen to the Water (2022)

### The Sleepy Jackson
- Lovers (2003)
- Personality – One Was a Spider, One Was a Bird (2006)

### Empire of the Sun
- Walking on a Dream (2008)
- Ice on the Dune (2013)
- Two Vines (2016)
- Ask That God (2024)